# بيت دفع (أرحب)

تعديل مصدري - تعديل

بيت دفع هي إحدى قرى عزلة الثلث بمديرية أرحب التابعة لمحافظة صنعاء، بلغ تعداد سكانها 836 نسمة حسب تعداد اليمن لعام 2004.